# Veleroa
Veleroa is een monotypisch mosdiertjesgeslacht uit de familie van de Watersiporidae en de orde Cheilostomatida

## Soort
- Veleroa veleronis Osburn, 1952